# Iugoriónok
Iugoriónok - Югорёнок (rus) és un possiólok de la vora del riu Iudoma a la República de Sakhà (Rússia). El 2023 tenia 325 habitants.